# Ниниан Парк
Ниниан Парк (англ. Ninian Park) — стадион в городе Кардифф (Уэльс).
Вместимость — более 20 000 зрителей. На стадионе до 2009 года проводил свои игры футбольный клуб Кардифф Сити. Рекордная посещаемость была отмечена 14 октября 1961 года, матч сборных Уэльса и Англии собрал 61 556 зрителей. Максимальная посещаемость на игре клуба «Кардифф Сити» была зафиксирована 22 апреля 1953 года, матч против лондонского «Арсенала» посетило 57 893 зрителей.